# Березанський колоністський округ
47°10′03″ пн. ш. 31°26′01″ сх. д. / 47.16750° пн. ш. 31.43361° сх. д.
Березанський колоністський округ включав у себе німецькі колонії на березі річки Березань на північний захід від Миколаєва. Заснований у 1808—1809 роках. Входив до складу Херсонського (Одеського) та Ананьївського повіту Херсонської губернії. Центром округу було село Ландау. У 1871 році округ був ліквідований, і на його місці утворені Ландауська, Нейфрейдентальська та Рорбахська волості Одеського повіту та Раштадтська волость Ананьївського повіту.
Територія Березанського колоністського округу становила 66049 десятин (60595 км²). В окрузі було 1073 двори і 250 безземельних сімейств (1857 рік). Працювали 8 олійниць, 75 млинів, 1 ткацький верстат, 8 церков і молитовних будинків, 9 шкіл (1841 рік).

## Села
До складу округу входили села:
| №  | Назва           | Німецька назва | Сучасна назва | Рік  |
| -- | --------------- | -------------- | ------------- | ---- |
| 1  | Ватерлоо        | Waterloo       | Ставки        | 1833 |
| 2  | Вормс           | Worms          | Виноградне    | 1809 |
| 3  | Зульц           | Sulz           | Зульц         | 1811 |
| 4  | Йоганнесталь    | Johannestal    | Іванівка      | 1820 |
| 5  | Карлсруе        | Karlsruhe      | Степове       | 1811 |
| 6  | Катериненталь   | Katharinental  | Катеринівка   | 1817 |
| 7  | Ландау          | Landau         | Широколанівка | 1809 |
| 8  | Мюнхен          | München        | Градівка      | 1810 |
| 9  | Ней-Фрейденталь | Neu-Freudental | Маринове      | 1828 |
| 10 | Олененталь      | Helenental     | Чорногірка    | 1838 |
| 11 | Раштатт         | Rastatt        | Поріччя       | 1811 |
| 12 | Рорбах          | Rohrbach       | Новосвітлівка | 1809 |
| 13 | Шпеєр           | Speyer         | Піщаний Брід  | 1810 |

## Населення
| № | Кількість | Рік  |
| - | --------- | ---- |
| 1 | 4717      | 1825 |
| 2 | 7663      | 1834 |
| 4 | 8858      | 1841 |
| 5 | 13226     | 1859 |